# Bezirk Arbon
Arbon ist ein Bezirk im Kanton Thurgau. Hauptort ist Arbon.
Zum Bezirk gehören folgende 12 Gemeinden:

| Wappen     | Name der Gemeinde | Einwohner (31. Dezember 2023) | Fläche in km² | Einw. pro km² |
| ---------- | ----------------- | ----------------------------- | ------------- | ------------- |
| Wappen     | Amriswil          | 14'643                        | 19,02         | 770           |
| Wappen     | Arbon             | 15'853                        | 6,00          | 2642          |
| Wappen     | Dozwil            | 730                           | 1,30          | 562           |
| Wappen     | Egnach            | 5031                          | 18,43         | 273           |
| Wappen     | Hefenhofen        | 1299                          | 6,08          | 214           |
| Wappen     | Horn              | 3130                          | 1,72          | 1820          |
| Wappen     | Kesswil           | 999                           | 4,47          | 223           |
| Wappen     | Roggwil (TG)      | 3397                          | 12,03         | 282           |
| Wappen     | Romanshorn        | 11'728                        | 8,73          | 1343          |
| Wappen     | Salmsach          | 1600                          | 2,71          | 590           |
| Wappen     | Sommeri           | 672                           | 4,22          | 159           |
| Wappen     | Uttwil            | 1911                          | 4,36          | 438           |
| Total (12) | Total (12)        | 60'993                        | 89,07         | 685           |

Stand: 31. Dezember 2017

## Veränderungen im Gemeindebestand

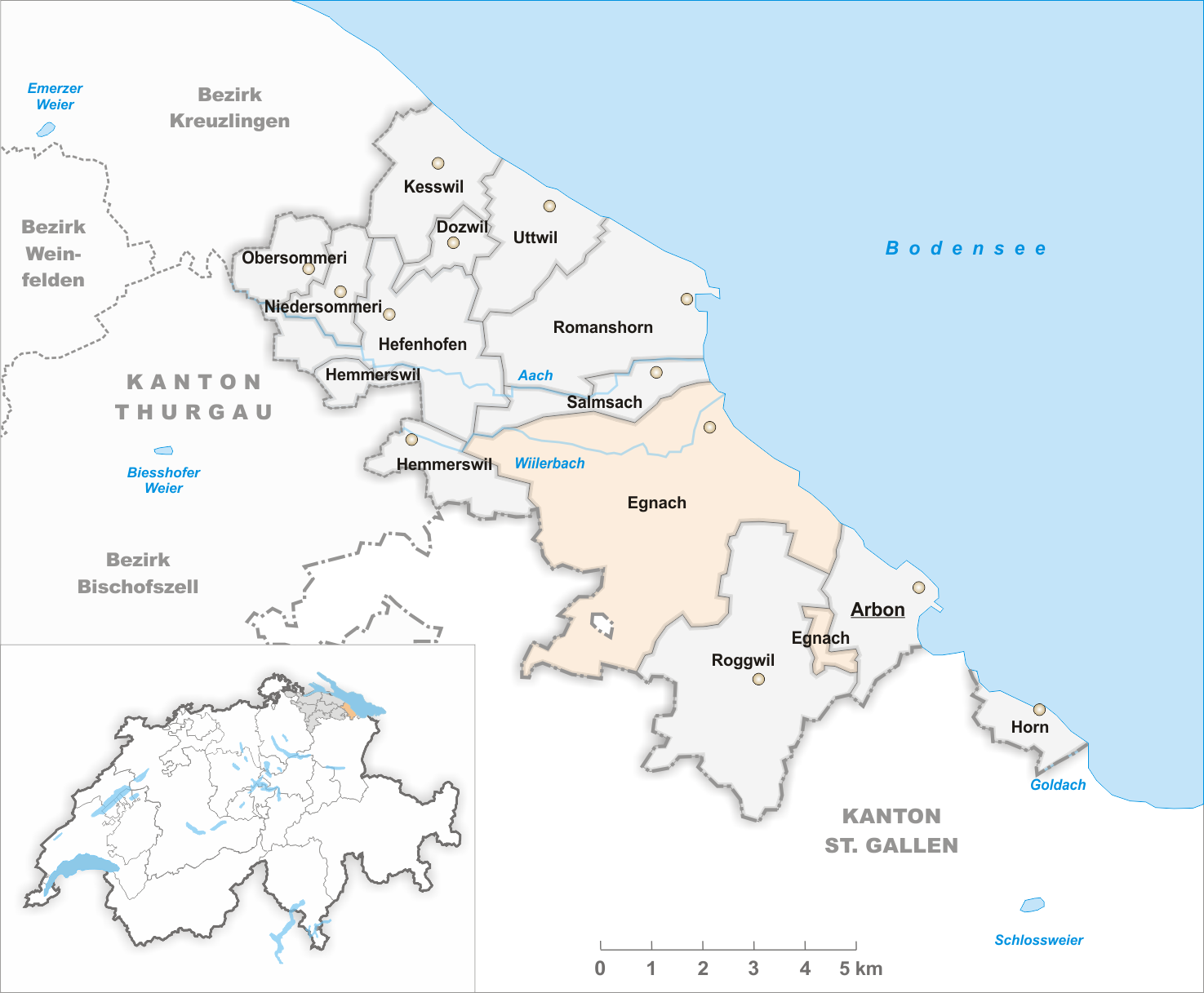
Gemeinden bis 1856
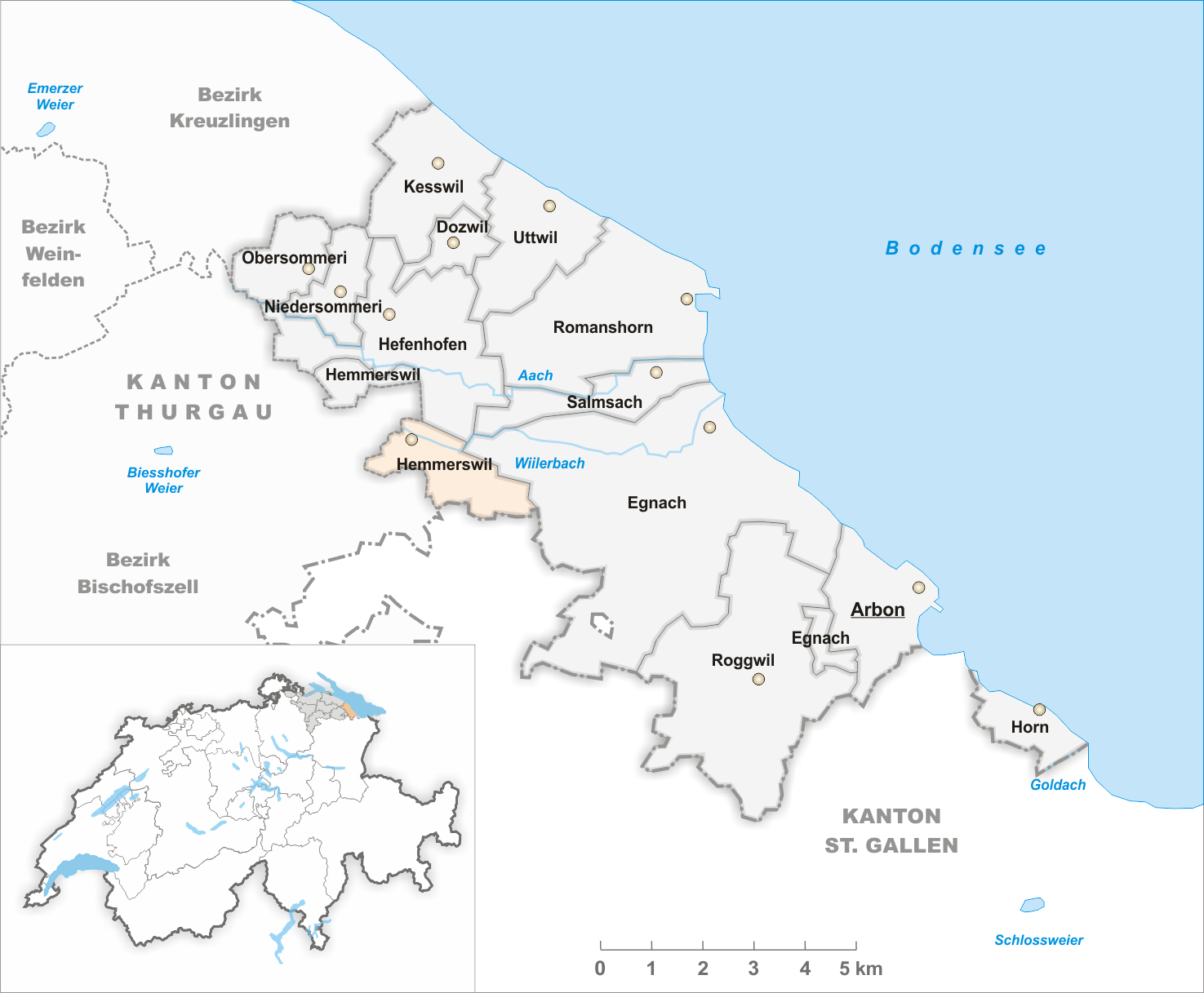
Gemeinden bis 1924
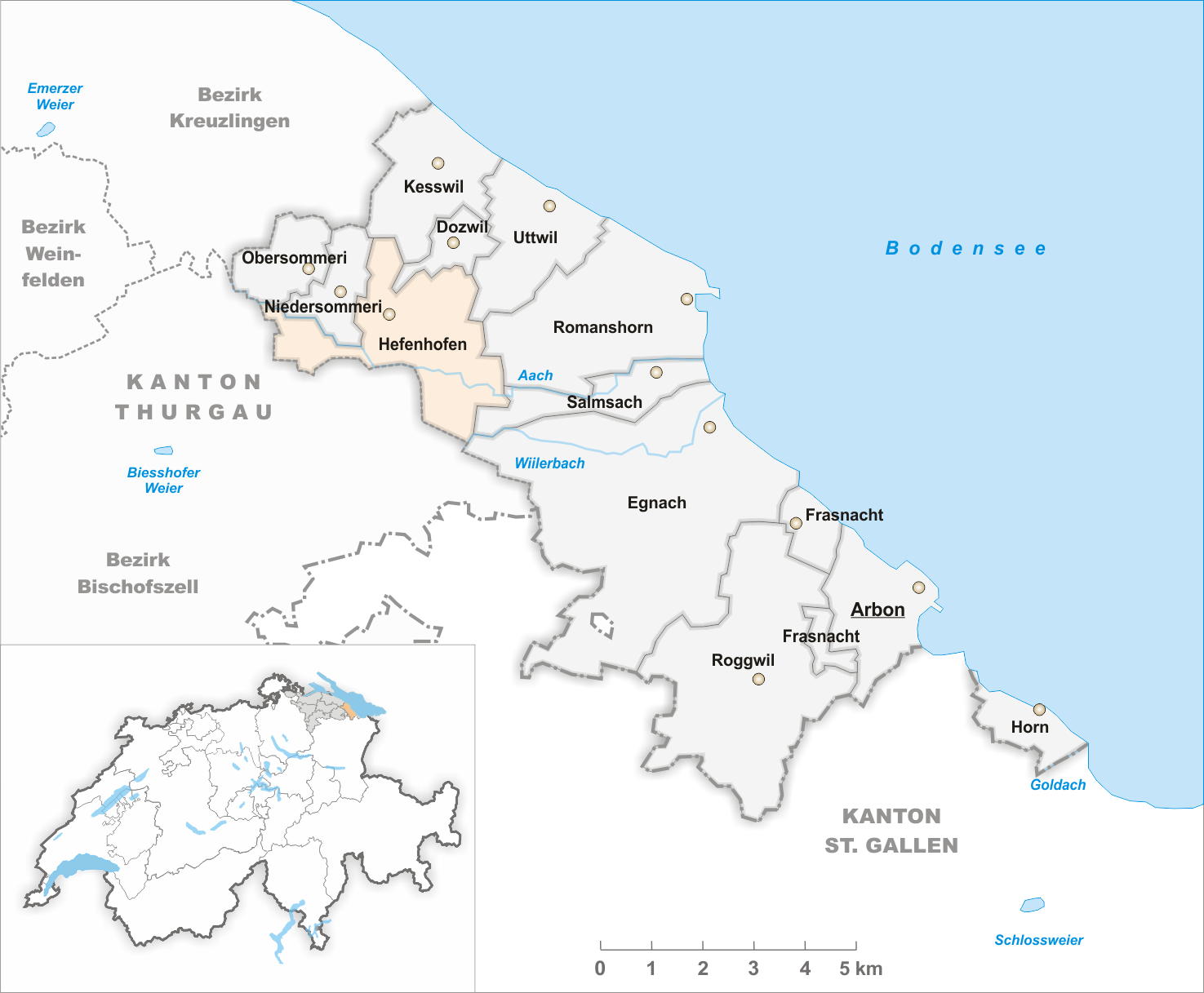
Gemeinden bis 1935
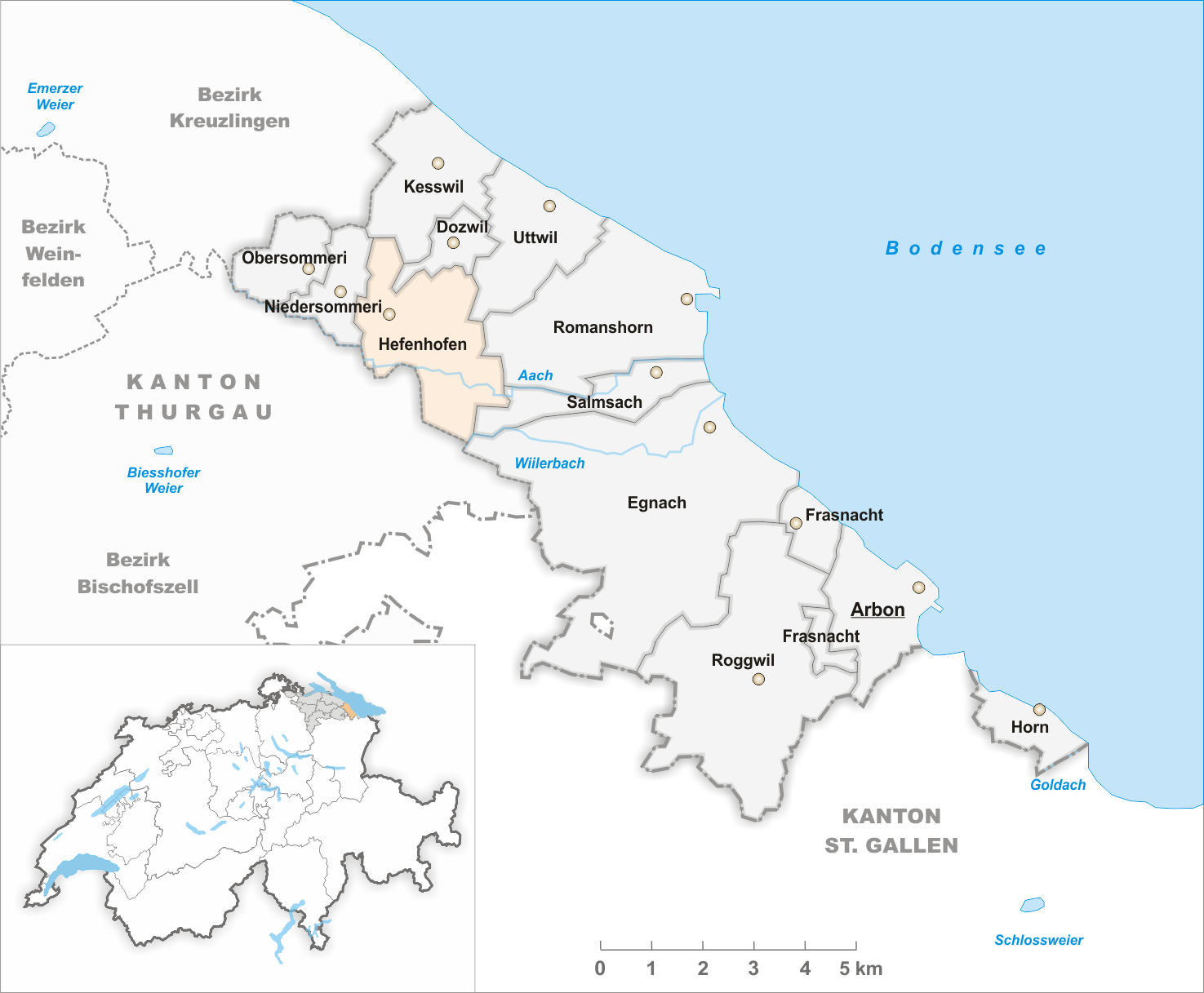
Gemeinden bis 1936
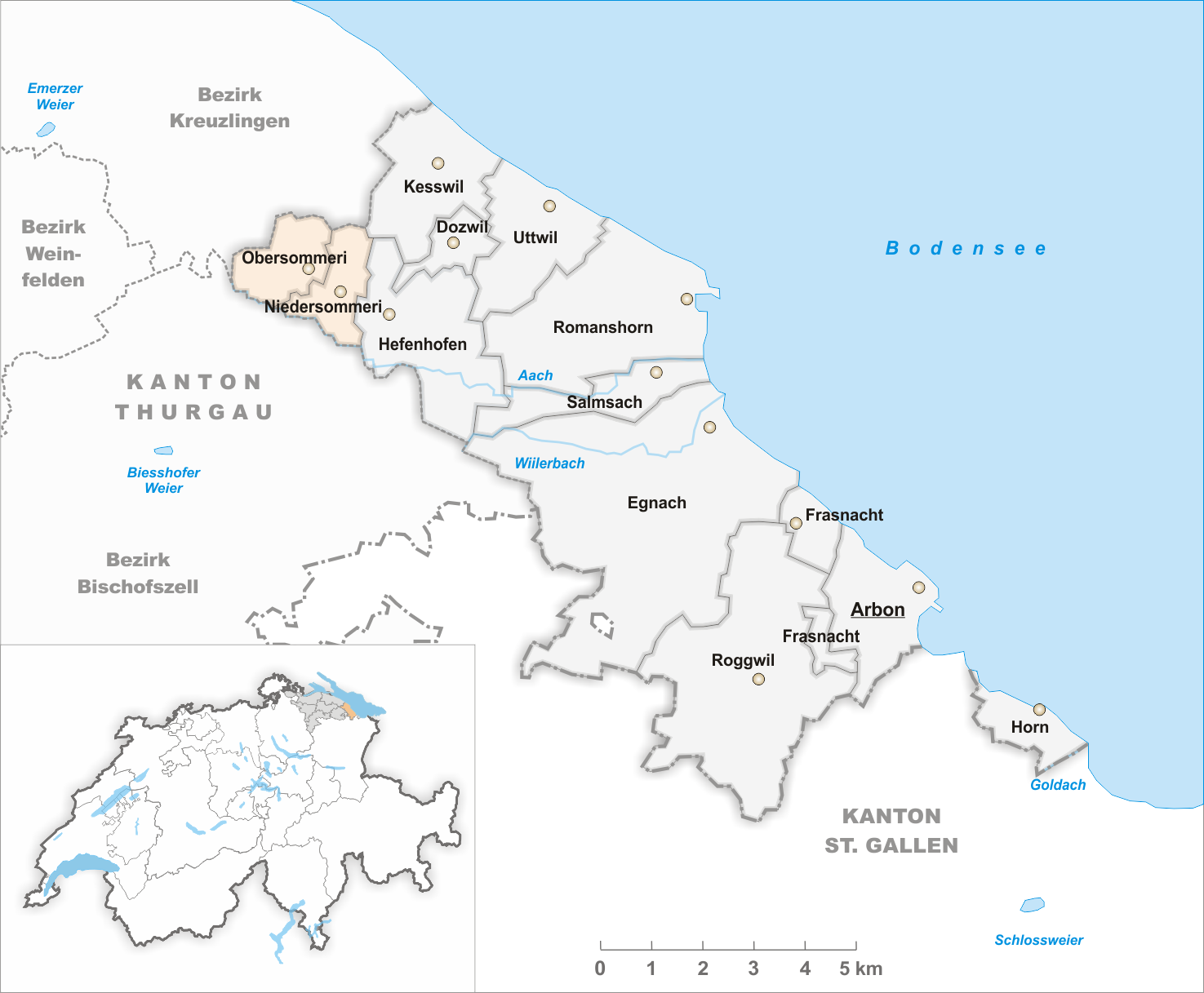
Gemeinden bis 1967
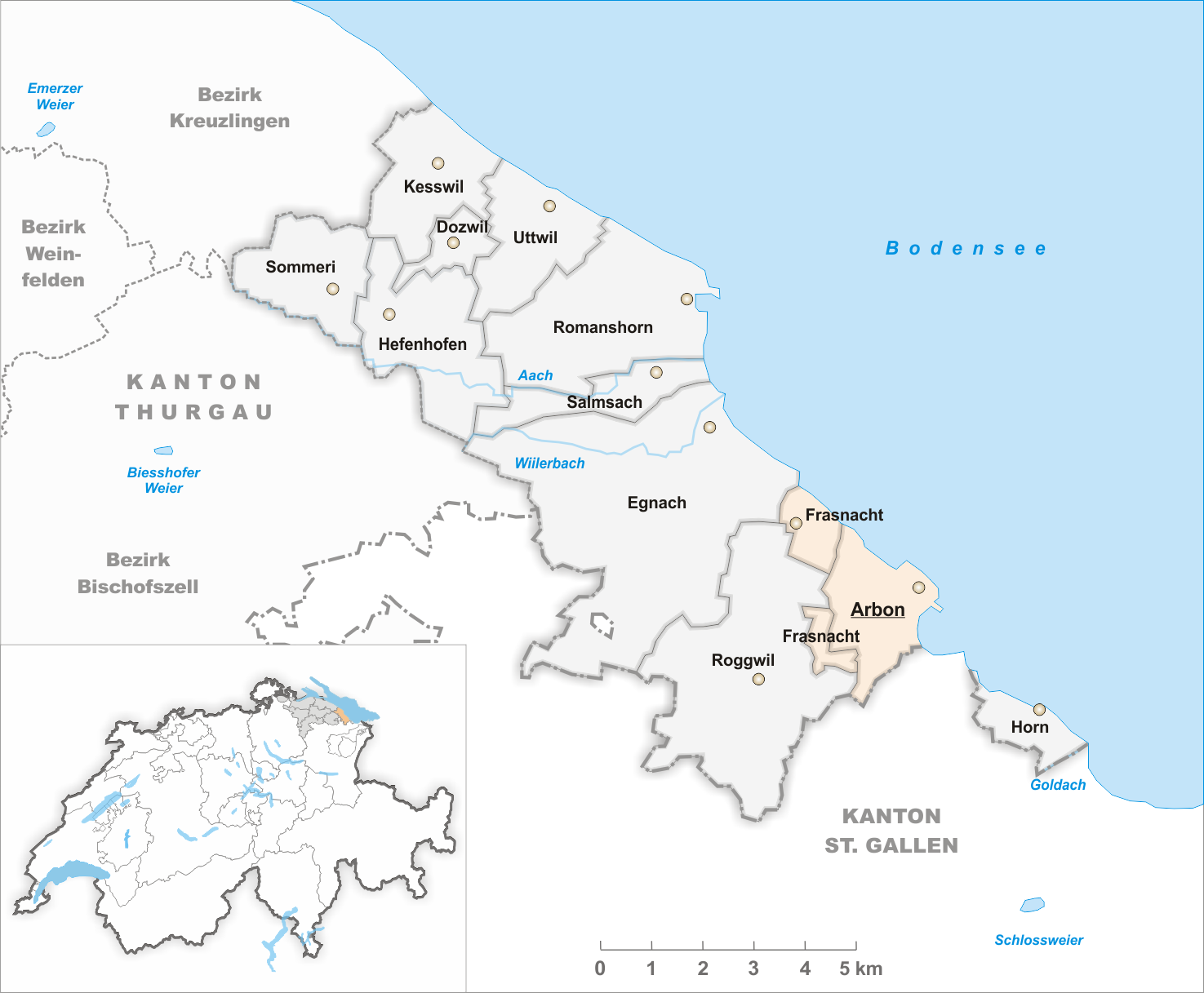
Gemeinden bis 1997
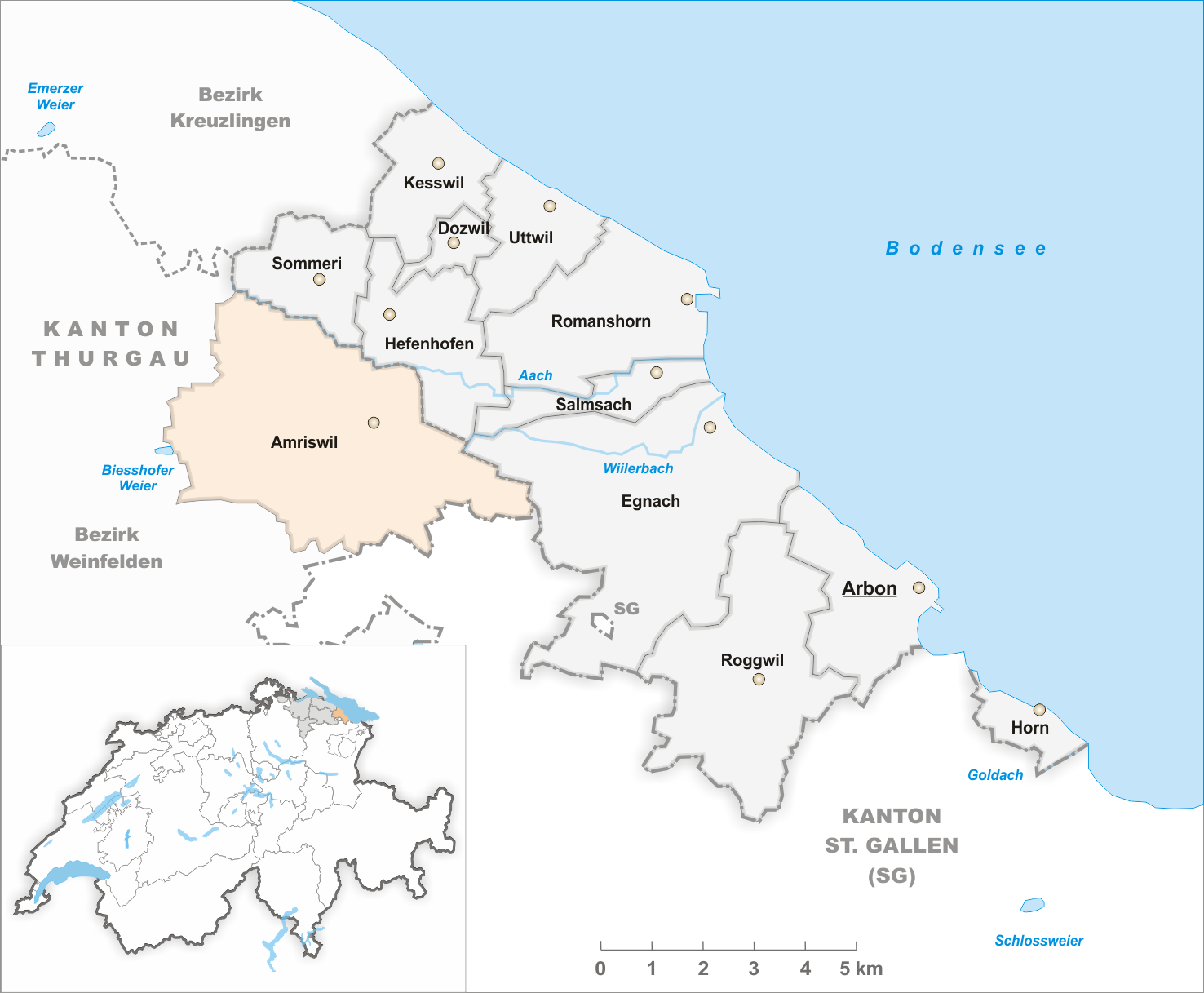
Gemeinden bis 2010

- 1. Januar 1857: Abspaltung von Egnach  →  Frasnacht

- 1. Januar 1925: Fusion Hemmerswil und Amriswil  →  Amriswil

- 1. Januar 1937: Wechsel der Ortschaft Niederaach von der Gemeinde Hefenhofen zur Gemeinde Oberaach

- 1. Januar 1937: Gebietsabtausch zwischen Amriswil und Hefenhofen

- 1. Juni 1967: Fusion Niedersommeri und Obersommeri  →  Sommeri

- 1. Januar 1998: Fusion Arbon und Frasnacht  →  Arbon

- 1. Januar 2011: Bezirkswechsel Amriswil vom ehemaligen Bezirk Bischofszell → Bezirk Arbon